# Holt McCallany
Holt McCallany, född som Holt Quinn McAloney, den 3 september 1963 i New York, är en amerikansk skådespelare. Han är känd för rollen som FBI-specialagenten Bill Tench i TV-serien Mindhunter (2017–2019). Han har också haft både ledande roller och biroller i TV-serier och filmer som Lights Out, Fight Club, Three Kings, Shot Caller, Wrath of Man, Nightmare Alley och The Iron Claw.
McCallany är son till den amerikanska sångerskan och skådespelerskan Julie Wilson, som var allmänt betraktad som "kabaréns drottning". Han och hans yngre bror Michael McAloney Jr (avliden år 1991), skickades under barndomen att bo med en annan familj i Dublin i fadern Michael McAloneys hemland Irland på grund av att fadern ville ge sina söner en klassisk utbildning. Efter att ha flyttat tillbaka till USA på grund av sina föräldrars skilsmässa bodde han hemma hos sina morföräldrar i Omaha i Nebraska, där hade en jobbig barndom, med bland annat en relegering från pojkskolan Creighton Preparatory School, som han dock senare fick komma tillbaka till. Han har även bott en tid i Frankrike, där han har studerat franska, konst och teater.

## Filmografi (i urval)

### Filmer
- 1987 – Creepshow II
- 1988 – Blue Jean Cop
- 1989 – Uppgörelsen
- 1992 – Alien 3
- 1994 – Amatör
- 1995 – Flirt
- 1995 – Jade
- 1997 – Fredsmäklaren
- 1999 – Mumford
- 1999 – Fight Club
- 1999 – Three Kings
- 2000 – Men of Honor
- 2002 – Below
- 2004 – Against the Ropes
- 2006 – Alpha Dog
- 2008 – Vantage Point
- 2009 – A Perfect Getaway
- 2010 – The Losers
- 2012 – Bullet to the Head
- 2013 – Gangster Squad
- 2015 – Run All Night
- 2015 – Blackhat
- 2015 – The Perfect Guy
- 2015 – Concussion
- 2016 – Sully
- 2016 – Jack Reacher: Never Go Back
- 2016 – Monster Trucks
- 2017 – Shot Caller
- 2017 – Justice League
- 2018 – Beyond White Space
- 2020 – Greenland
- 2021 – Wrath of Man
- 2021 – The Ice Road
- 2021 – Nightmare Alley
- 2023 – The Iron Claw
- 2025 – The Amateur
- 2025 – Mission: Impossible – The Final Reckoning

### TV-serier
- 1986 – All My Children (TV-serie)
- 1994 – I lagens namn (TV-serie) (även 1999)
- 2003 – CSI: Miami (TV-serie) (även 2005)
- 2004 – Monk (TV-serie)
- 2006 – Law & Order: Special Victims Unit (TV-serie)
- 2007 – Medium (TV-serie)
- 2007 – Heroes (TV-serie)
- 2007 – Criminal Minds (TV-serie)
- 2007–2008 – Law & Order: Criminal Intent (TV-serie) (även 2012)
- 2008 – CSI (TV-serie)
- 2009 – Burn Notice (TV-serie)
- 2011 – Lights Out (TV-serie)
- 2013 – Golden Boy (TV-serie)
- 2014–2015 – Blue Bloods (TV-serie)
- 2017–2019 – Mindhunter (TV-serie)
- 2023 – Foundation (TV-serie)
- 2024 – The Lincoln Lawyer (TV-serie)
- 2025 – The Waterfront (TV-serie)

### Videospel
- 2000 – Star Wars: Demolition (röst)
- 2004 – Fight Club (röst)